# Sergio Pellizzaro
Sergio Pellizzaro (* 1. März 1945 in Montebello Vicentino) ist ein ehemaliger italienischer Fußballspieler.

## Karriere
Von einem Talentsichter des Unione Sportiva Robur, der Anfang der 1960er Jahre Gast am „Nordera“-Institut – unweit von Conca, einem Stadtteil von Thiene – war, „entdeckt“, begann Pellizzaro, seinerzeit Schüler am College für begabte und talentierte Kinder (NAGC) unter der Schirmherrschaft Maria, Hilfe der Christen, bei diesem Verein mit dem Fußballspielen.
In der Saison 1963/64 spielte er bereits für den in Mantua ansässigen Verein Mantova 1911 in der Serie A – der höchsten Spielklasse im italienischen Fußball – das erste Mal im Seniorenbereich Fußball. Er debütierte am 27. Oktober 1963 (8. Spieltag) beim 2:0-Sieg im Heimspiel gegen Sampdoria Genua – gemeinsam mit Dino Zoff und dem Neuzugang aus Deutschland, Karl-Heinz Schnellinger. Nach drei weiteren Punktspielen, kam er in der Folgesaison zu einem weiteren Punktspiel, bevor er im November 1964 an den in der Serie C vertretenden FC Empoli bis zum Saisonende ausgeliehen wurde. In der Saison 1965/66 bestritt er – sein Verein war inzwischen abgestiegen – 36 Punktspiele in der Serie B, in denen er fünf Tore erzielte. Für Mantova 1911 wurde er zweimal im Wettbewerb um den Coppa Italia – pro Saison einmal, jeweils in der 1. Runde und jeweils beim AC Brescia – eingesetzt; am 6. September 1964 wurde das Spiel mit 0:2 und am 29. August 1965 mit 1:2 verloren.
Während sein ehemaliger Verein – in die höchste Spielklasse zurückgekehrt – diese am Saisonende 1966/67 halten konnte, er seitdem zwölfmal für den Ligakonkurrenten AS Rom spielte, stieg dieser in einem Teilnehmerfeld von 18 Mannschaften, Platz 15 einnehmend, ab. Er spielte ebenso in der zweiten Liga, allerdings für die US Catanzaro; nach drei Pokalspielen und 37 Punktspielen, in denen er 14 Tore erzielte, verließ der den Verein. 
Für den Erstliganeuling FC Palermo, seinem neuen Verein, war er von 1968 bis 1970 aktiv, sowie in der Zweitligasaison 1970/71; jedoch erst ab November 1970 und auf Leihbasis, da er zuvor drei Monate lang für Inter Mailand vier Erstligaspiele bestritten und am späteren Meistertitel Anteil hatte. Für den FC Palermo bestritt er zudem vier nationale und ein internationales Pokalspiel; es war das Erstrundenrückspiel gegen Inter Bratislava im 1955 wiederbelebten Wettbewerb um den Mitropapokal, in dem er mit seinem Tor in der 59. Minute für den 1:0-Sieg sorgte.
Zu Inter Mailand zurückgekehrt, für den er zuvor auch drei nationale Pokalspiele und das am 23. September 1970 in San Siro ausgetragene Erstrundenhinspiel gegen Newcastle United (1:1) im Wettbewerb um den Messestädte-Pokal bestritten hatte, kam er in der Saison 1971/72 in weiteren 15 Punktspielen zum Einsatz, sowie in jeweils sieben nationalen und internationalen Pokalspielen. Im Wettbewerb um den Europapokal der Landesmeister bis ins Finale vorgedrungen und in diesem ab der 59. Minute für Jair da Costa zum Einsatz gekommen, wurde dieses jedoch mit 0:2 gegen Ajax Amsterdam am 31. Mai 1972 in Rotterdam verloren. 
Von 1972 bis 1974 spielte er für Atalanta Bergamo, 26 Mal erstklassig, 29 Mal zweitklassig und 17 Mal im Pokal-Wettbewerb. Danach folgten zwei Saisons für den AC Perugia Calcio, in der Zweitligasaison 1974/75 erzielte er acht Tore in 30 Punktspielen und vier Pokalspiele, in der Erstligasaison 1975/76 ein Tor in neun Punktspielen und ebenfalls vier Pokalspiele. Im Wettbewerb um den Mitropa-Pokal wurde er in zwei Spielen der Gruppe B eingesetzt; am 30. September 1975 beim 2:1-Sieg beim FK Austria Wien und am 22. Oktober 1975 bei der 2:4-Niederlage gegen den FK Velež Mostar.
Seine Spielerkarriere ließ er bei Rimini Calcio in der Zeit von 1976 bis 1978 in 46 Zweitligaspielen, in denen er sechs Tore erzielte, ausklingen.

## Erfolge
- Finalist Europapokal der Landesmeister 1972
- Italienischer Meister 1971